# خواجه موسی‌لی بالا
خواجه موسی‌لی بالا (ترکی آذربایجانی: Yuxarı Xocamusaxlı) یک منطقهٔ مسکونی در جمهوری آرتساخ است که در استان کاشاتاق واقع شده‌است.